# Шуезеро
Шу́езеро — старинная деревня в составе Сосновецкого сельского поселения Беломорского района Республики Карелия.

## Общие сведения
Расположена на западном берегу озера Шуезеро.

## История
В XVI—XVIII вв. селение являлось центром Шуезерского погоста в составе Лопских погостов.
8 апреля 1936 года постановлением Карельского ЦИК в деревне была закрыта церковь.
Деревня отнесена к памятникам истории и культуры, находящимся на территории Беломорского муниципального района, историческое поселение.
2 августа 2006 года в деревне был совершён водосвятный молебен на месте восстанавливаемой Ильинской часовни.

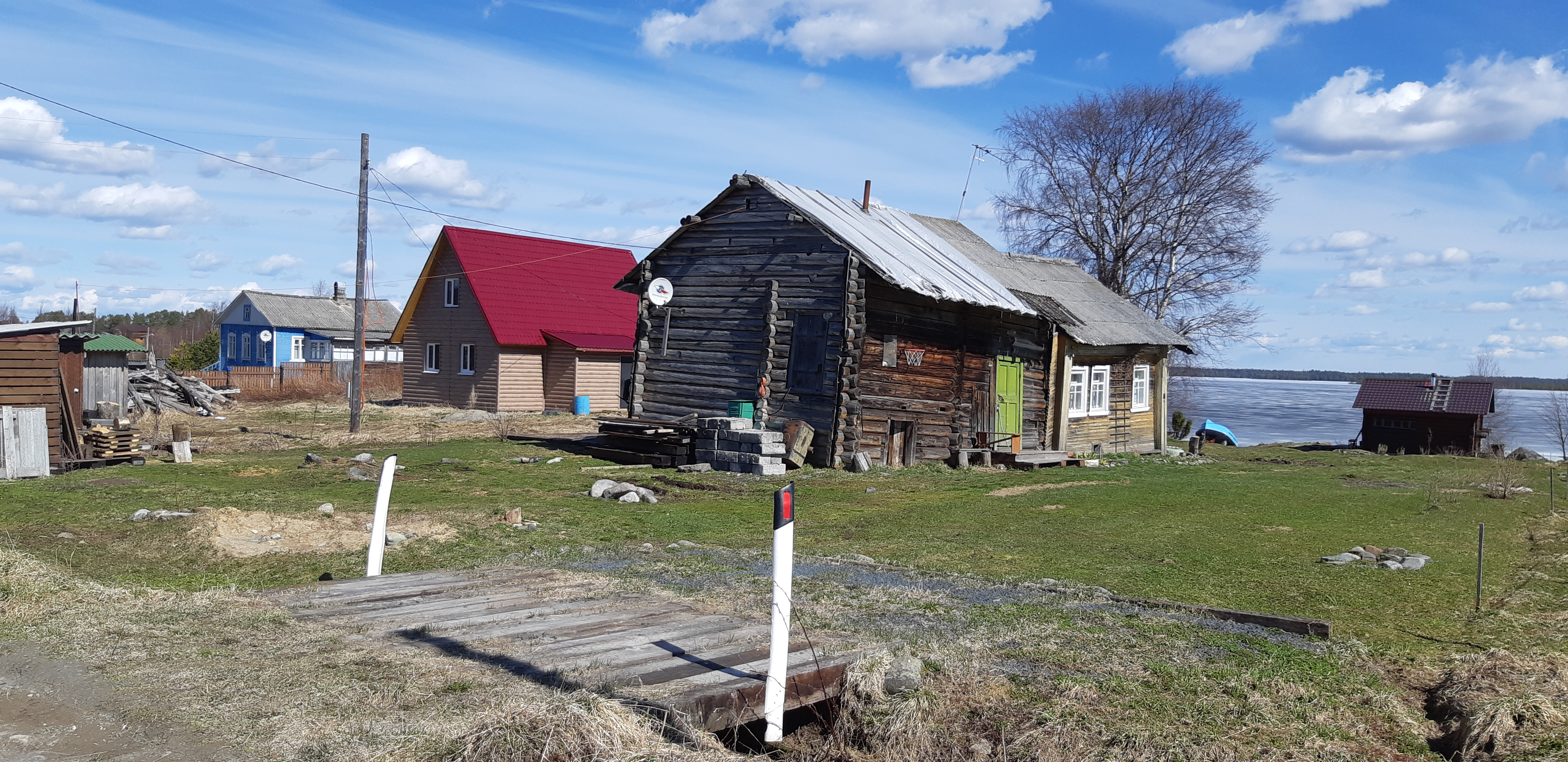
Жилые дома.

## Население
| 2002 | 2009 | 2010 | 2013 |
| ---- | ---- | ---- | ---- |
| 28   | ↘14  | ↗19  | ↗21  |